# Dwarsdiep (Marum)
Het Dwarsdiep is een in 1912 gekanaliseerde watergang in de provincie Groningen die van Marum naar Boerakker loopt. Het kanaal dient voornamelijk voor de afvoer van water van de zuidwestelijke hoek van het Westerkwartier.
De bovenloop van het Dwarsdiep staat bekend als het Oude Diep. Deze begint bij de Friese grens, even ten noorden van Frieschepalen. De beide delen worden ook wel als een geheel beschouwd en dan aangeduid met het Oude Dwarsdiep. De benedenloop bij Boerakker wordt wel Olde Ee genoemd. Het geheel vormt onderdeel van het stroomdal van de Oude Riet.
Een gedeelte van het Oude Diepje is verdwenen onder de A7, waardoor het water tegenwoordig door de zuidelijke bermsloot van de autosnelweg loopt. Ten noorden van Marum gaat de watergang door de snelweg en loopt naar de Balktil, de brug in de weg van Marum naar Noordwijk. Tussen de A7 en brug ligt een grote stuw. Vanaf de Balktil is het water bevaarbaar. Het kanaal eindigt op de tweesprong met het Langs- of Wolddiep en de Enumatilster Matsloot.
Over het kanaal liggen de volgende bruggen:
1. de Balktil (feitelijk 2 bruggen)
2. de brug bij de uitkijktoren in het Nuismerpad, tussen de Lietsweg en de Beldam
3. de Hogetil

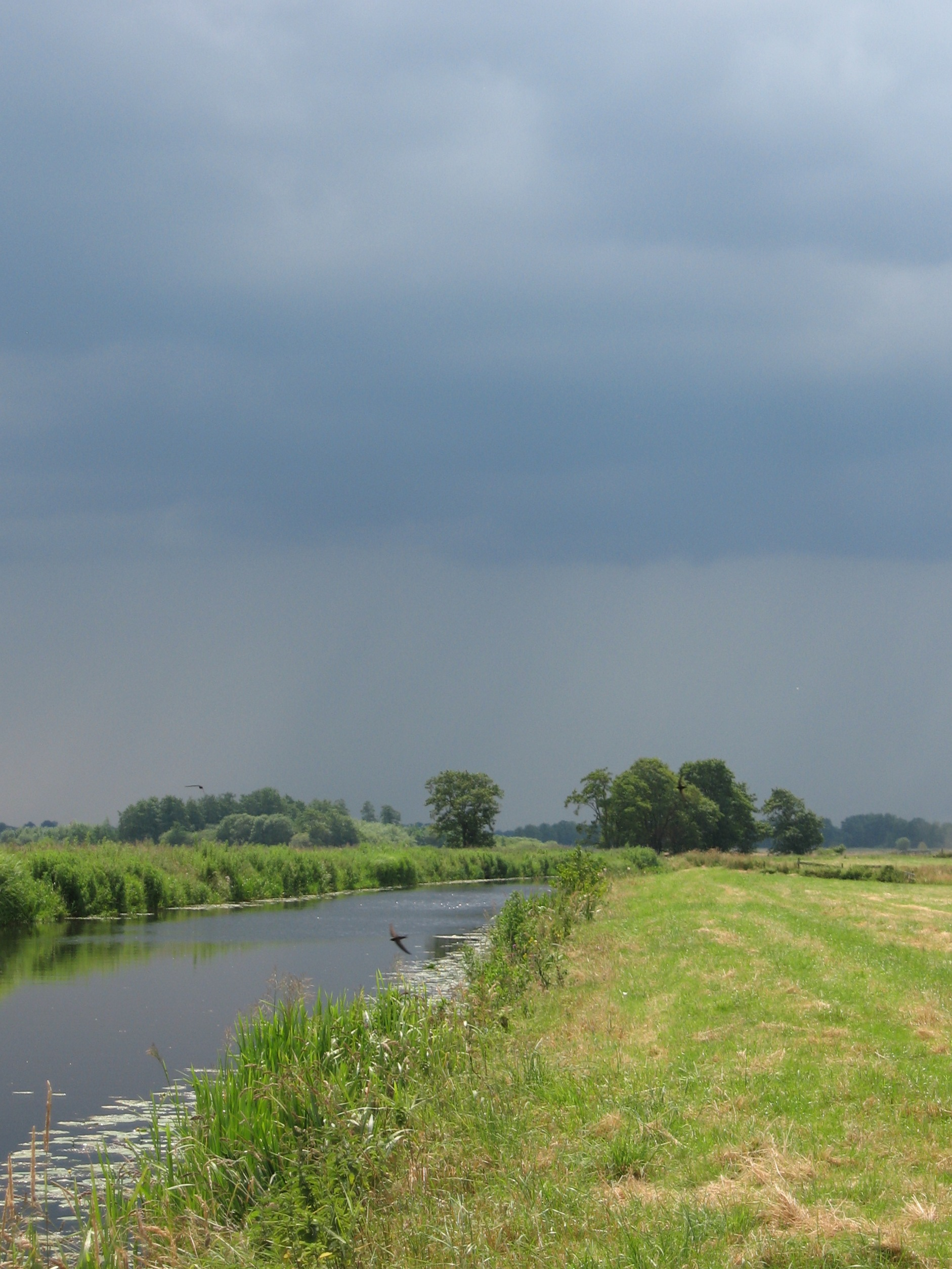
Dwarsdiep ten zuiden van de Beldam
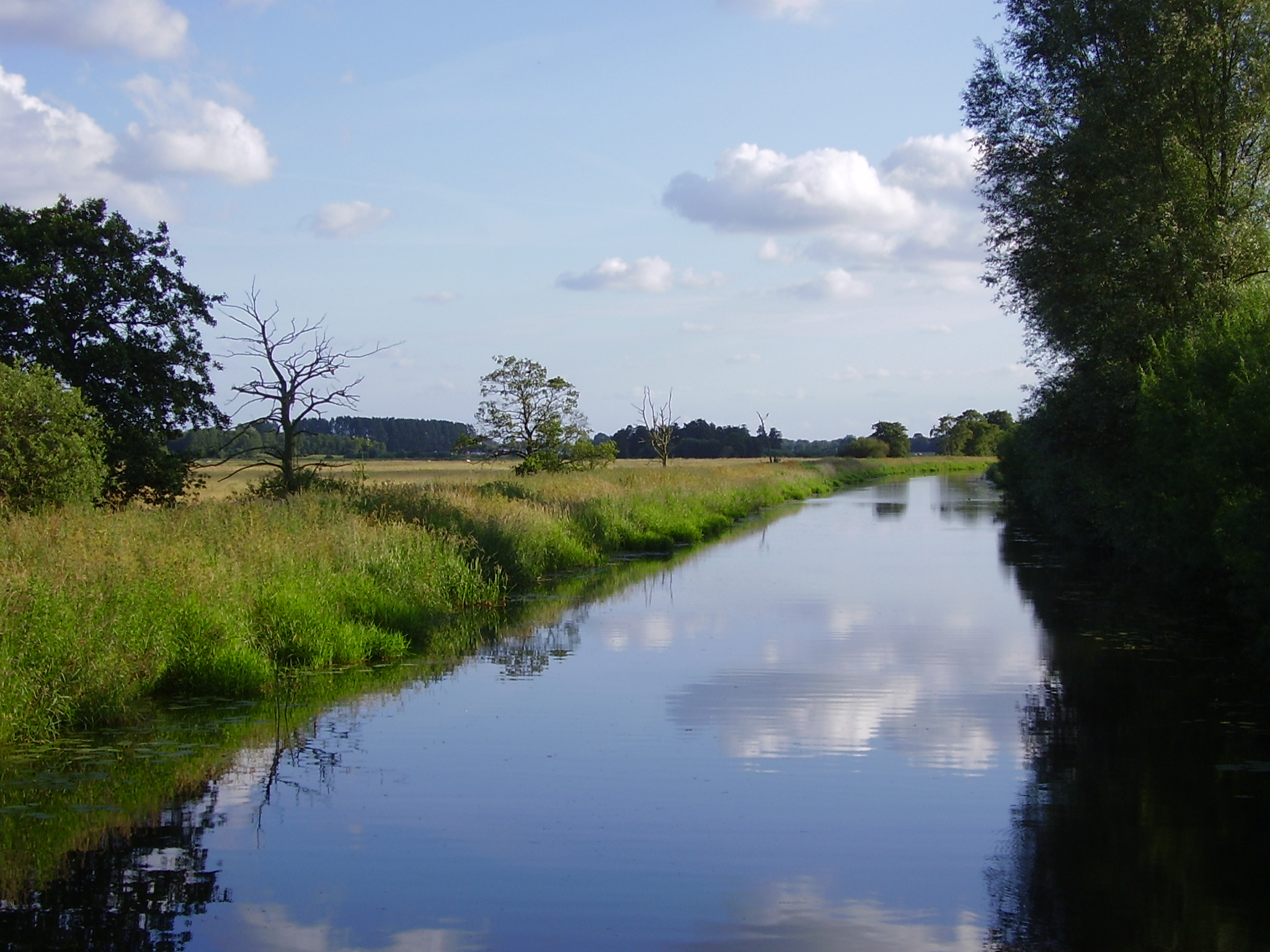
Blik op het Dwarsdiep vanaf de brug bij de uitkijktoren in het Nuismerpad